# Finland van A tot Z

## .
.fi

## A
A.E. Nordenskiöldcollectie -
Aagaardia protensa - 
Aino Aalto -
Alvar Aalto -
Ossi Aalto -
Saara Aalto - 
Aalto-universiteit -
Erkki Aaltonen -
Juhani Aaltonen -
Mika Aaltonen -
Paavo Aaltonen -
Patrick Aaltonen -
Rauno Aaltonen -
Uma Aaltonen -
Wäinö Aaltonen -
Mika Ääritalo -
Eero Aarnio -
Åbo Akademi - 
Aino Ackté -
Mikael Agricola - 
Harri Ahmas -
Esko Aho -
Juhani Aho -
Janne Ahonen -
Martti Ahtisaari -
Airut:aamujen -
Aktia Bank -
Pertti Alaja - 
Alajärvi -
Åland -
Jouko Alila -
Atso Almila -
Alvar Aalto-museum -
Raine Ampuja -
Amos Anderson - 
Amos Rex - 
Dennis Antamo - 
Apocalyptica -
Arabia (merk) - 
Kari Arkivuo -
Markku Aro - 
Ami Aspelund - 
Monica Aspelund - 
Sampsa Astala -
Nina Åström -
Tony Asumaa -
Ateneum

## B
Magnus Bahne -
Baltische Zee -
Ida Basilier-Magelssen - 
Benjamin Bassin -
Kaarlo Bergbom - 
Bier in Finland -
Bosfinnen -
Botnische Golf -
Brothomstates -
Rut Bryk - 
Michiel Buckx -
Båsjälören

## C
Aimo Cajander -
Minna Canth -
Kjell Carlström -
Kaarlo Castrén -
Centraal-Finland -
Centraal-Österbotten -
Centrumpartij van Finland -
Georg Theodor Chiewitz -
Children of Bodom -
Christendemocraten (Finland) - 
Willem Cobben -
Communistische Partij van Finland -
Communistische Partij van Finland (1997) -
Bernhard Henrik Crusell

## D
Juha Dahllund -
Jenni Maria Dahlman -
Axel Hampus Dalström -
Darude -
Domkerk van Helsinki -
Dragsfjärd -
The Dudesons

## E
E12 -
E63 -
Dan-Ola Eckerman -
Albert Edelfelt -
Eduskunta -
Ekenäs -
Ekenäs IF - 
Kurt Ekholm - 
Ilta Ekroos - 
Lasse Eerola -
Tom Enberg -
Peter Enckelman -
Enontekiö -
Rafael Erich -
Espoo -
Ensiferum -
Rafael Erich -
Jari Europaeus -

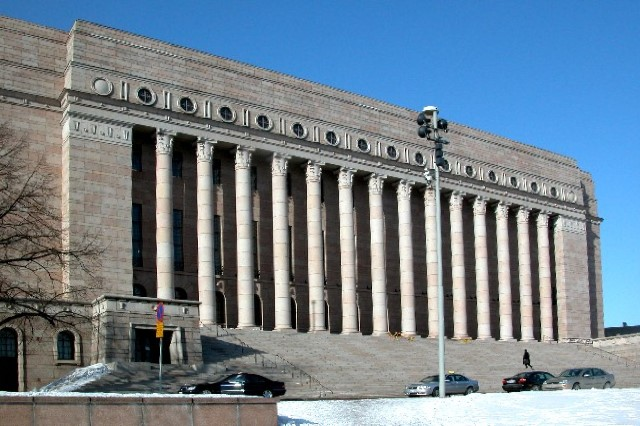
Eduskunta

Evangelisch-Lutherse Kerk van Finland

## F
Karl-August Fagerholm -
Fennica -
Finland -
Finland en het Eurovisiesongfestival -
Finland-Zweeds -
Finlandia (Sibelius) -
Finlandisering -
Finnair - 
Finnair Stadium -
Finnen - Finnenpartij - 
Finoegrische talen -
Fins -
Fins Cultureel Instituut voor de Benelux - 
Finse Agrarische Partij -
Finse Burgeroorlog -
Finse Communistische Partij -
Finse geldgeschiedenis -
Finse Golf -
Finse Grondwet -
Finse Kruis van Verdienste voor Atleten -
Finse lappenhond - 
Finse mythologie -
Finse Nationale Opera en Ballet -
Finse Olympische Kruis van Verdienste
Finse Oorlog -
Finse parlementsverkiezingen 2011 - 
Finse Partij -
Finse Volksdemocratische Liga -
Finse weg 93 -
Finstalige Zweden -
Kim Floor - 
Mikael Forssell -
Kaj Franck -  
Fredi - 
Otto Fredrikson -
Sigurd Frosterus -
Timo Furuholm

## G
Galtby -
Bertel Gardberg -
Geschiedenis van Finland -
Mattias Gestranius - 
Groene Liga - 
Joonas Granberg - 
Florentin Granholm - 
Niclas Grönholm -
Ernst Grönlund -
Tommi Grönlund -
Groot-Finland - 
Grootkruis van het Vrijheidskruis -
Grootvorstendom Finland -
Grote brand van Turku - 
Grote Noordse Oorlog -
Erkki Gustafsson

## H
Tuomas Haapala -
Hannu Haarala -
Iro Haarla -
Hackman - 
Hakaniemi (metrostation) - 
Mika Häkkinen -
Juha Hakola -
Ristomatti Hakola -
Laila Halme -
Tony Halme -
Viljo Halme -
Tarja Halonen -
Kasper Hämäläinen -
Hämeenkyrö -
Hämeenlinna -
Hanko -
Janne Happonen -
Arsi Harju - 
Hartwall Areena -
Hietaniemibegraafplaats -
Matti Hautamäki -
Simo Häyhä - 
Simo Heikkilä - 
Ari Heikkinen -
Markus Heikkinen -
Jukka Heinikainen -
Antti Heinola -
Jalmari Helander -
Juha Helin -
Petri Helin -
Matti Helminen -

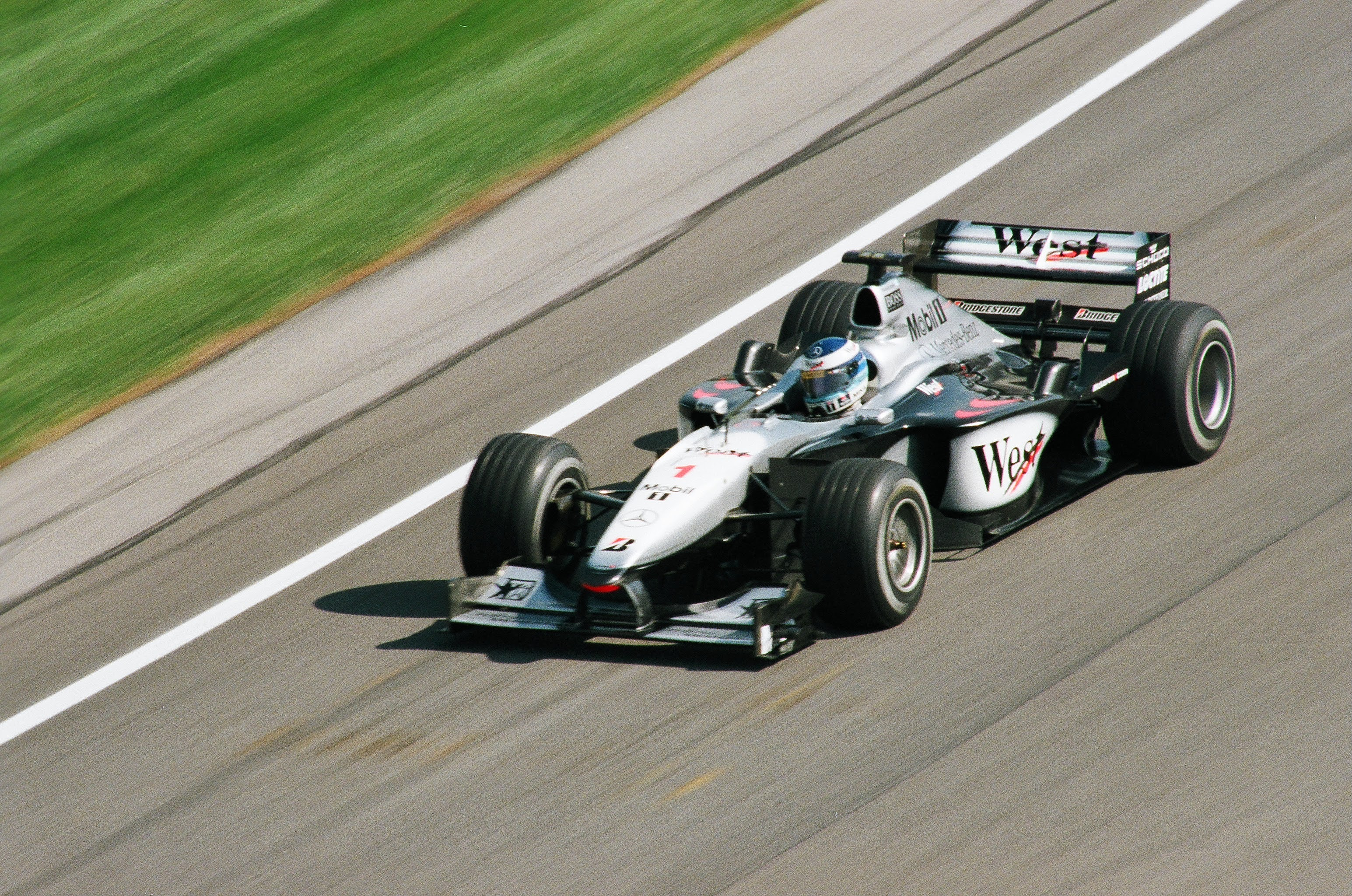
Mika Häkkinen

Helsingin kaupungin liikennelaitos -
Centraal universitair ziekenhuis van Helsinki -
Helsinki -
Herttoniemi (metrostation) - 
Frederik Karel van Hessen -
Përparim Hetemaj -
Marco Hietala -
Janne Hietanen -
HIM -
Juhani Himanka -
Matti Hiukka - 
Ari Hjelm -
HJK Helsinki -
Harri Holkeri -
Erik Holmgren -
Lukáš Hrádecký -
Hufvudstadsbladet -
Jyrki Huhtamäki -
Jarkko Hurme -
Olavi Huttunen -
Toni Huttunen -
Jorma Hynninen -
Aki Hyryläinen -
Sami Hyypiä

## I
IFK Mariehamn -
Ilmajoki -
Ilmarinen -
Ilmatar -
Jari Ilola -
Imatra -
Imatrankoski -
Inarimeer -
Lauri Ingman -
Wilhelm Ingves -
ISO 3166-2:FI -
Olli Isoaho -
Isosaari -
Itäkeskus (metrostation) - 
Ivalo -
Ivalorivier

## J
Jussi Jääskeläinen -
Jakobstad -
Petri Jakonen -
Ville Jalasto - 
Tomi Jalo -
Jasse Jalonen - 
Tove Jansson -
Hannu Jäntti -
Eero Järnefelt -
Järvenpää -
Petri Järvinen -
Jatkosota -
Jari Jäväjä - 
Aleksej Jerjomenko -
Roman Jerjomenko -
Jonatan Johansson -
Joulupukki -
Joensuu -
Jesse Joronen -
Jyväskylä

## K
Petteri Kaijasilta - 
Tommi Kainulainen - 
Kainuu -
Birger Kaipiainen -  
Kalasatama (metrostation) - 
Kalevala -
Toni Kallio -
Kalliokerk - 
Laura Kalmari - 
Kamppi (metrostation) - 
Kimmo Kananen -
Markku Kanerva -
William Kanerva -
Aleksei Kangaskolkka - 
Jokke Kangaskorpi -
Kanta-Häme -
Marko Kantele -
Karelianisme -
Karelië -
Kareliërs -
Karelisch -
Karelische Landengte -
Karelo-Finse Socialistische Sovjetrepubliek -
Petteri Kari - 
Frans Karjagin -
Lasse Karjalainen - 
Pertti Karppinen -
Juha Karvinen -
Antti Kasvio -
Katholieke Kerk in Finland -
Aki Kaurismäki -
Tommi Kautonen -
Mikko Kavén -
Kalle Keituri -
Petri Kekki -
Urho Kekkonen -
Jari Kinnunen -
Laila Kinnunen -
Marko Kitti-
Toivo Kivimäki -
Uuno Klami -
Klubi-04 Helsinki -
Saku Koivu -
Anssi Koivuranta -
Toni Kolehmainen -
Joonas Kolkka -
Marko Kolsi -
Jarkko Komula -
Koninkrijk Finland (1918) -
Tuomo Könönen -
Kontula (metrostation) - 
Peter Kopteff -
Pekka Koskela -
Jukka Koskinen -
Krista Kosonen -
Kotka -
Mika Kottila -
Keijo Kousa - 
Kouvola -
Heikki Kovalainen -
Kristinestad -
Kräftskiva -
Toni Kuivasto -
Jussi Kujala -
Yrjö Kukkapuro -
Kulosaari (metrostation) - 
Kunsthal Helsinki - 
Academisch ziekenhuis Kuopio -
Kuopio -
Kuortane -
Njazi Kuqi -
Shefki Kuqi -
Raimo Kuuluvainen -
Martti Kuusela -
Kvenen -
Kymenlaakso

## L
Risto Laakkonen - 
Johannes Laaksonen -
Olavi Laaksonen -
Pasi Laaksonen -
Saku Laaksonen -
Pekka Lagerblom -
Mathilda Lagermarck -
Lahti -
Symfonieorkest van Lahti -
Janne Lahtela -
Eino Lahti -
Aki Lahtinen -
Mika Laitinen - 
Lapland -
Veli Lampi -
Lappeenranta -
Arttu Lappi -
Ville Larinto -
Pentti Larvo -
Joona Laukka -
Kari Laukkanen -
Mika Lehkosuo - 
Lauri Lehtinen -
Jukka-Pekka Lehto -
Aatos Lehtonen -
Jukka Lehtovaara -

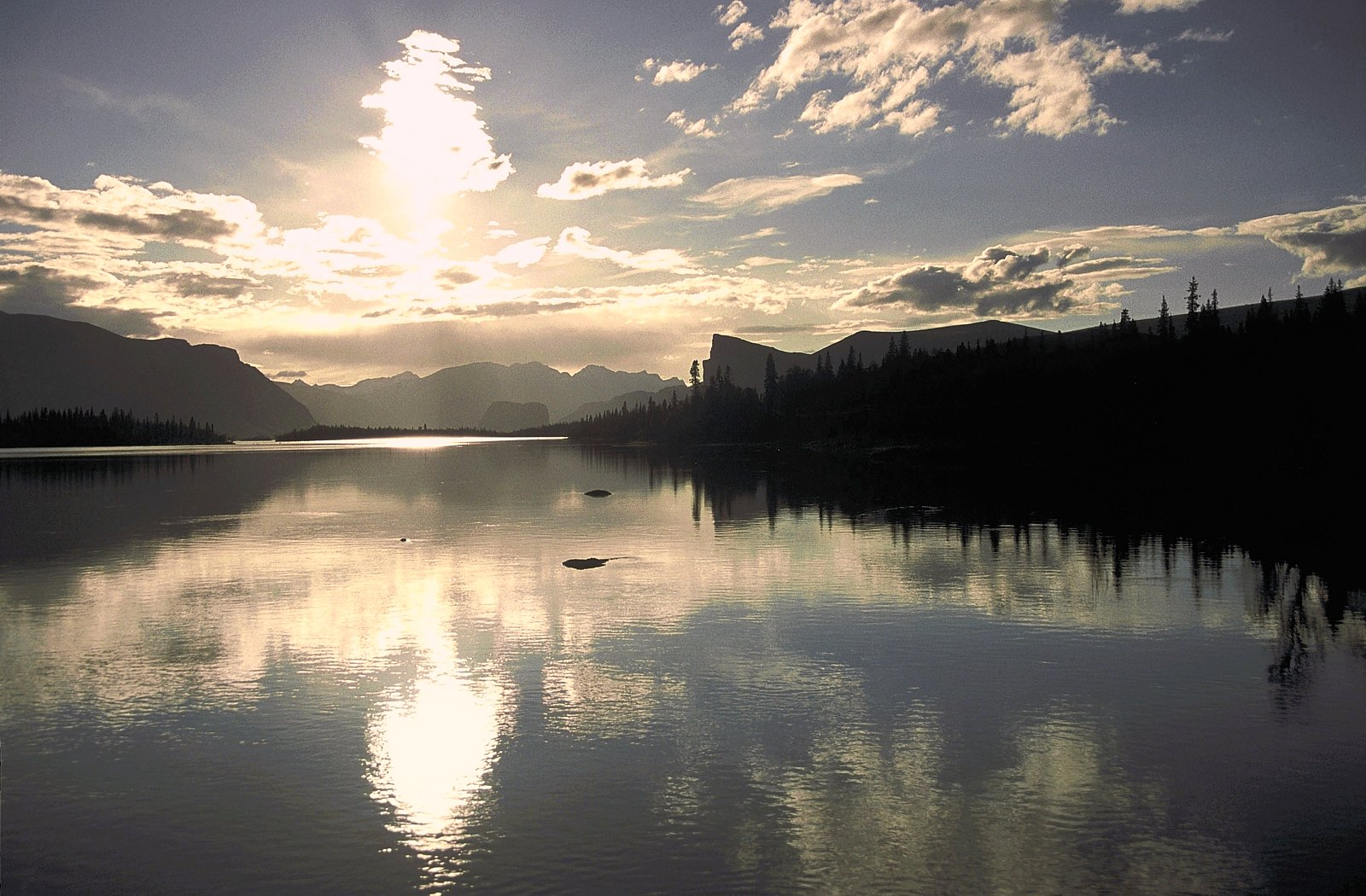
Lapland

Lijst van bisschoppen van Helsinki - 
Lijst van Finse gemeenten -
Lijst van grote Finse steden -
Lijst van hogeronderwijsinstellingen in Finland - 
Lijst van parken en reservaten in Finland -
Lijst van premiers van Finland -
Lijst van staatshoofden van Finland -
Lijst van vlaggen van Finland -
Lijst van vlaggen van Finse deelgebieden -
Lijst van Zweedstalige en tweetalige gemeenten in Finland - 
Tonmi Lillman -
Janne Lindberg - 
Magnus Lindberg - 
Tommy Lindholm -
Linkse Alliantie - 
Väinö Linna -
Johannes Linnankoski -
Pentti Linnosvuo -
Mika Lipponen -
Literatuurprijs van de Noordse Raad -
Jari Litmanen -
Olavi Litmanen -
Ari-Pekka Liukkonen - 
Ismo Lius -
Robin Lod - 
Lordi -
Louhi -
Luchthaven Helsinki-Vantaa -
Lutheranisme -
Lutherse Kerk -
Eemil Luukka

## M
Maamme (Vårt land) -
Leevi Madetoja - 
Niki Mäenpää -
Sami Mahlio - 
Ilkka Mäkelä -
Janne Mäkelä -
Esko Malm -
Jarl Malmgren -
Carl Gustav Mannerheim -
Marimekko -
Timo Marjamaa -
Markka -
Tauno Marttinen - 
Karita Mattila -
Veijo Meri -
Aarre Merikanto - 
Oskar Merikanto - 
Metro van Helsinki -
Mikkeli -
ML -
Teuvo Moilanen -
Niklas Moisander -
Eetu Muinonen -
Miikka Multaharju -
Antti Munukka - 
Toini Muona - 
Olli Mustonen -
Sami Mustonen -
Leevi Mutru -
Antti Muurinen -
Marko Myyry

## N
Arvo Närvänen -
Lars Näsman -
Nationale Coalitiepartij -
Nationale Progressieve Partij (Finland) - 
Antti Niemi -
Jari Niemi -
Rami Nieminen -
Toni Nieminen -
Nightwish -
Sauli Niinistö -
Nokia (bedrijf) -
Nokia (gemeente) -
Noord-Europa -
Noord-Karelië -
Noord-Österbotten -
Noord-Savo -
Noordpoolcirkel -
Jussi Nuorela -
Mika Nurmela -
Nykarleby -
Matti Nykänen -
Ville Nylund -
Ari Nyman - 
Tomi Nyman -
Carl Gustaf Nyström -
Harri Nyyssönen

## O

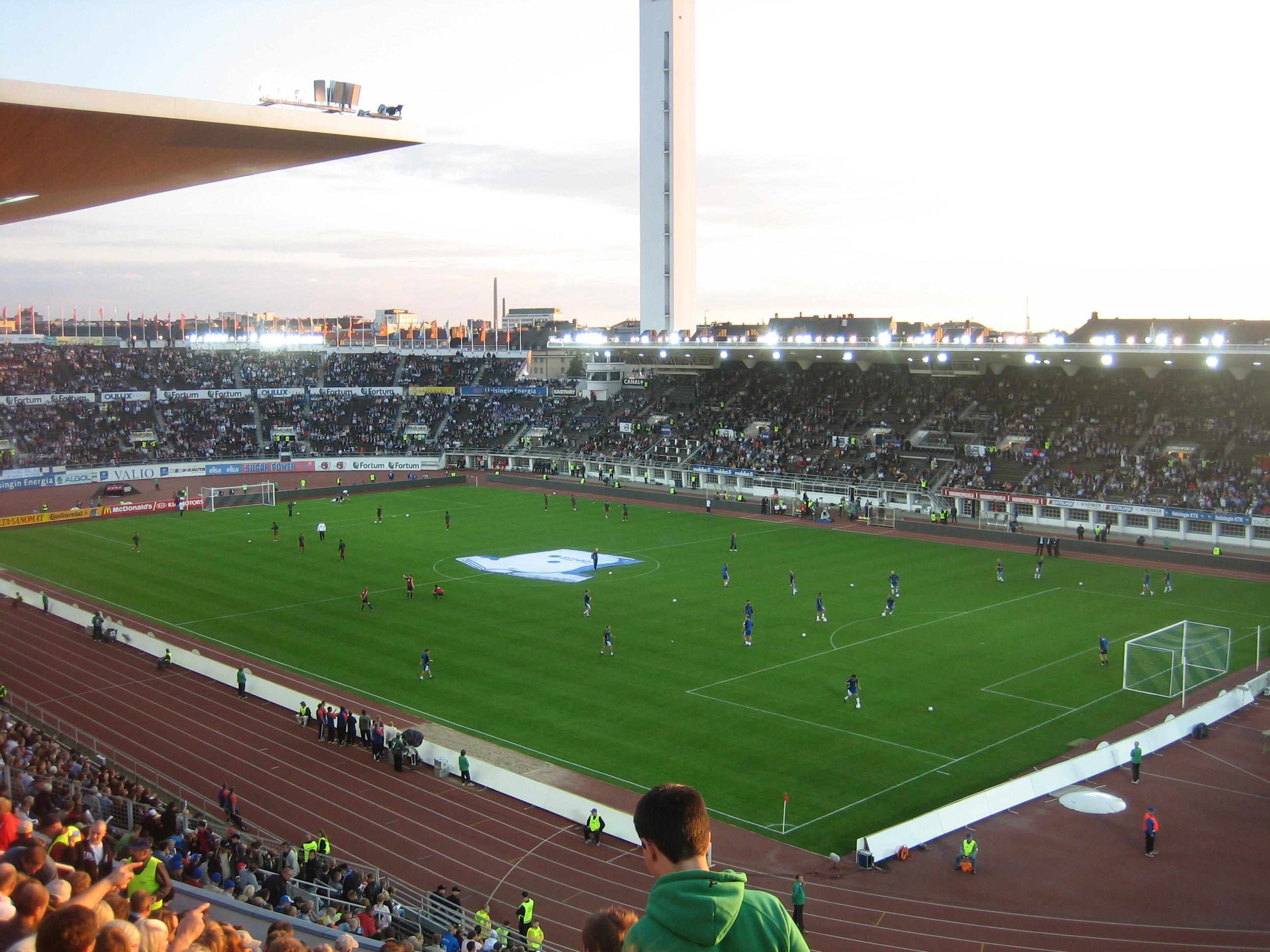
Olympiastadion

Oespenski-kathedraal (Helsinki) -
Jarl Öhman -
Janne Oinas - 
Mika Ojala -
Olavinlinna -
Harri Olli -
Hannu Ollila -
Olympiastadion (Helsinki) -
Olympische Zomerspelen 1952 -
Onto (schip, 1918) - 
Oost-Finland -
Oost-Uusimaa -
Oostzee -
OP (financiën groep) -
Finse Nationale Opera en Ballet -
Operatie Barbarossa -
Orde van de Finse Leeuw -
Orde van het Heilige Lam -
Orde van het Vrijheidskruis -
Orde van de Witte Roos -
Oripää -
Heikki Orvola -
Österbotten (regio) -
Oude kerk van Petäjävesi -
Academisch ziekenhuis Oulu -
Oulu -
Kati Outinen -
Ovuca

## P
Juho Kusti Paasikivi -
Mika-Matti Paatelainen -
Paasikivi-Kekkonenlijn -
Tommi Paavola -
Päijät-Häme -
Paimio -
Jorma Panula -
Kalle Parviainen - 
Hannu Patronen -
Päivi Paunu - 
De Pelikaanman -
Jaana Pelkonen -
Tero Penttilä - 
Perkele -
Erkka Petäjä -
Petäjävesi -
Pielavesi -
Piikkiö -
Pirkanmaa -
Tero Pitkämäki -
Antti Pohja -
Joel Pohjanpalo -
Pohjola -
Pekka Pohjola -
Tomi Poikolainen -
Poollicht -
Valeri Popovitsj - 
Pori -
Roni Porokara -
Postroute Stockholm–Turku -
Ulla Procopé - 
Protestant -
Provincies van Finland -
Saku Puhakainen -
Teemu Pukki -
Vesa Pulliainen -
Puotila (metrostation) - 
Marko Pusa - 
Seppo Pyykkö

## R
Radziwiłł-archief en collectie van de bibliotheek van Njasvizj -
Mikko Rahkamaa -
Jukka Raitala -
Marko Rajamäki - 
Tuomas Rannankari -
Jari Rantanen -
Rami Rantanen -
Janne Räsänen -
Jouni Räsänen - 
The Rasmus -
Rauma (Finland) -
Einojuhani Rautavaara - 
Regio's van Finland -
Olli Rehn -
Juha Reini -
Ilkka Remes -
Republiek -
Aki Riihilahti -
Riku Riski -
Roope Riski -
Juha Rissanen -
Kari Rissanen -
Sami Ristilä -
Boris Rotenberg -
Risto Heikki Ryti -
Kimi Räikkönen -
Paulus Roiha -
Santtu-Matias Rouvali -
Rovaniemi -
Jukka Ruhanen

## S
Saami -
Arto Saari -
Wimme Saari -
Kaija Saariaho -
Eero Saarinen -
Eliel Saarinen -
Janne Saarinen -
Jarno Saarinen -
Jarmo Saastamoinen -
Berat Sadik -
Saimaameer -
Saimaarob - 
Paavo Salminen -
Esa-Pekka Salonen - 
Salpausselkä -
Samisch -
Sammallahdenmäki -
Satakunta (regio) -
Savo (Finland) -
Savonlinna -
Henri Scheweleff -
Schietpartij op de Jokela-school -
Schietpartij in Kauhajoki -
Rasmus Schüller -
SDP -
Leif Segerstam -
Seinäjoki -
Teemu Selänne - 
Christian Selin -
Sepsi-78 -
Sialis sordida -
Jean Sibelius -
Sibeliusacademie -
Frans Eemil Sillanpää -
Henri Sillanpää -
Hugo Simberg -
Sipoo -
Daniel Sjölund -
Hanna-Maria Seppälä -
Jani Sievinen -
Slag bij Jutas -
Slag bij Oravais -
Slag bij Revolax -
Slag bij Siikajoki -
Johan Vilhelm Snellman -
Sociaaldemocratische Partij van Finland - 
Sodankylä -
Jouko Soini -
Timo Soini - 
Lars Sonck - 
Sonata Arctica -
Sonerastadion -
Helmer Stenros -
Tim Sparv -
Kaarlo Juho Ståhlberg -
Stockmann -
Jussi Sukselainen -
Antti Sumiala -
Pia Sundstedt -
Sunrise Avenue -
Janne Suokonautio - 
Suomen Joutsen (schip, 1902) -
Suomenlinna - 
Kim Suominen

## T
Teemu Tainio -
Talvisota -
Tammela Stadion - 
Academisch ziekenhuis Tampere -
Tampere -
Väinö Tanner -
Kimmo Tarkkio -
Niklas Tarvajärvi -
Tarvasjoki -
Pasi Tauriainen -
Vesa Tauriainen -
Technische Universiteit Tampere - 
Ari Tegelberg -
Temppeliaukio-kerk -
Clas Thunberg - 
Petri Tiainen -
Hannu Tihinen -
Sampsa Timoska -
Ari Tissari -
Joona Toivio -
Miikka Toivola - 
Henri Toivomäki -
Panu Toivonen -
Arto Tolsa -
Zacharias Topelius -
Tram van Helsinki -
Marko Tuomela -
Academisch ziekenhuis Turku -
Turku -
Aarno Turpeinen - 
Hannu Turunen -
Jukka Turunen -
Tarja Turunen

## U
Ukko -
Universiteit Tampere -
Universiteit van Helsinki -
Universiteit van Helsinki (metrostation) - 
Universiteit van Oost-Finland -
Universiteit van Turku -  
Uusimaa (regio)

## V
Ossi Väänänen - 
Vaasa -
Väinö I -
Sami Väisänen - 
Ville Väisänen -
Jukka Vakkila -
Ari Valvee -
Jari Vanhala -
Matti Vanhanen -
Osmo Vänskä - 
Vantaa -
Varsinais-Suomi -
Värttinä -
Jukka Vastaranta -
Mika Väyrynen -
Jussi Veikkanen -
Ilja Venäläinen -
Paul Verschuren -
Vesa Vasara -
Vervolgoorlog -
Jani Viander -
Pihla Viitala - 
Tea Vikstedt-Nyman -
Teuvo Vilen -
Kari Virtanen -
Ville Virtanen - 
Vlag van Åland -
Vlag van Finland -
Vlag van Lapland -
Vlag van Oost-Finland -
Vlag van Oulu -
Vlag van West-Finland -
Vlag van Zuid-Finland -
Volkslied -
VR-Yhtymä -
Vrede van Fredrikshamn -
Vuoksi -
Jouko Vuorela -
Hermanni Vuorinen -
Lauri Vuorinen -
Vuosaari (metrostation) - 
Vyborg

## W
Mika Waltari -
Wapen van Finland - 
Kurt Weckström -
Wereldkampioenschappen atletiek 1983 -
Wereldkampioenschappen atletiek 2005 -
West-Finland -
Bror Wiberg -
Wigwam -
Ursula Wikström - 
Wildernisgebied Hammastunturi -
Wildernisgebied Käsivarsi -
Wildernisgebied Pulju -
Wildernisgebied Pöyrisjärvi -
Wildernisgebied Tarvantovaara -
Mimosa Willamo -
Winteroorlog -
Jarkko Wiss -
Józef Wróbel

## Y
YLE -
Harri Ylönen -
Lauri Ylönen -
Matti Yrjänä Joensuu

## Z
Zuid-Karelië -
Zuid-Österbotten -
Zuid-Savo -
Zweeds -
Zweedse Volkspartij in Finland - 
Zweedstalige Finnen